# L'Ordre et la morale
L'Ordre et la morale er en fransk film fra 2010 instrueret af Mathieu Kassovitz.

## Handlingen
Handlingen udspiller sig i april 1988 på Île d'Ouvéa i Ny Kaledonien, hvor 30 gendarmer bliver taget som gidsler af en gruppe kanak-oprørere. 300 soldater bliver udkommanderet for, at genoprette ro og orden, herved kommer to mænd til at stå overfor hinanden: Philippe Legorjus (Mathieu Kassovitz), kaptajn i GIGN og Alphonse Dianou (Iabe Lapacas), chef for gidseltagerne. På tværs af fælles værdier forsøger de begge at komme ud af konflikten som sejrherre. Men da et præsidentvalg nærmer sig, må alle bare konstatere, at det ikke altid er den moralsk bedste løsning, der også er den, der bliver valgt.

## Skuespillere
- Mathieu Kassovitz: Kaptajn i GIGN Philippe Legorjus
- Iabe Lapacas: Alphonse Dianou
- Malik Zidi: JP Perrot
- Alexandre Steiger: Jean Bianconi
- Daniel Martin: Bernard Pons
- Philippe Torreton: Christian Prouteau
- Sylvie Testud: Chantal Legorjus
- Steeve Une: Samy
- Philippe de Jacquelin Dulphé: Brigadegeneralen Vidal
- Patrick Fierry: Obersten Dubut
- Jean-Philippe Puymartin: Gendarm-Generalen Jérôme
- Stefan Godin: Gendarm-Oberstløjtnanten Benson
- Macki Wea: Djubelly Wea
- Alphonse Djoupa: Hilaire Dianou
- Pierre Gope: Franck Wahuzue